# Aeranthes adenopoda
Aeranthes adenopoda es una orquídea epífita originaria de Madagascar.

## Distribución y hábitat
Se encuentra  en la parte oriental de Madagascar en las húmedas selvas en alturas de 1000 a alrededor de 1300 m s. n. m.

## Descripción
Es una planta de tamaño pequeño que prefiere clima fresco a frío, es epífita, sin tallo y con 7 a 10 hojas delgadas,  atenuadas gradualmente hacia la base, linear-lanceoladas, que florece en una inflorescencia debajo de las hojas numerosas, que alcanza 3,5 cm de largo, por lo general solo con flores pequeñas, transparentes que se producen desde el verano hasta el otoño

## Cultivo
Las plantas son cultivadas mejor en cestas colgantes en lugares que requieren sombra y temperaturas cálidas. Las plantas deben ser cultivadas en medios que estén bien drenados, como fibras de helechos, piezas de corteza de abeto o musgo arborescente.  Se le debe proporcionar agua regularmente durante todo el año.

## Taxonomía
Aeranthes adenopoda fue descrita por Eugène Henri Perrier de la Bâthie y publicado en Notulae Systematicae. Herbier du Museum de Paris 7: 46–47. 1938.
Etimología
Aeranthes (abreviado Aerth.): nombre genérico que deriva del griego: "aer" = "aire" y "anthos" = "flor" que significa 'Flor en el aire', porque parece que flotara en el aire.
adenopoda: epíteto latino que significa "con pedículo pegajoso" en referencia a la columna.